# Columbella adansoni
Columbella adansoni is een slakkensoort uit de familie van de Columbellidae. De wetenschappelijke naam van de soort is voor het eerst geldig gepubliceerd in 1853 door Menke.